# Andreaea erythrodictyon
Andreaea erythrodictyon là một loài rêu trong họ Andreaeaceae. Loài này được Herzog mô tả khoa học đầu tiên năm 1909.